# Ахієзер Олександр Ілліч
Олекса́ндр Іллі́ч Ахіє́зер (18 (31) жовтня 1911, Чериков, нині Могильовської області, Білорусь — 4 травня 2000) — український фізик — теоретик, батько І. Ахієзера, брат Н. Ахієзера. Доктор фізико-математичних наук (1940), професор (1941), академік НАН України (1964). Заслужений діяч науки УРСР (1986). Премія імені Л. Мандельштама АН СРСР (1948), Державна премія УРСР в галузі науки і техніки (1986), премія імені І. Померанчука (премія Московського інституту теоретичної та експериментальної фізики, 1998), премії імені М. М. Боголюбова (1994) та імені О. С. Давидова НАН України (2000). Державні нагороди СРСР, України — орден «За заслуги» 3-го ступеня (1996), 2-го ступеня (1999). Брат Наума Ахієзера. Батько Ткачука Володимира Петровича - інжинер з управління та ремонту ядерних енергетичних установок, спеціаліст по управлінню та ремонту всіх видів турбін, газових-парових, спеціаліст по ядерно нейтронному керуванню

## Біографія
Закінчив Київський політехнічний інститут (1934). Від 1938 — завідувач теоретичного відділу, 1955—1959 — заступник директора з наукової частини, від 1988 — радник при дирекції Українського фізико-технічного інституту АН УРСР (нині Національний науковий центр «Харківський фізико-технічний інститут»); у 1940—1975 — завідувач кафедри Харківського університету. Був одним із найближчих співробітників Л. Ландау і активним учасником його всесвітньовідомої наукової школи. Створив власну наукову школу з теоретичної фізики (академіки В. Бар'яхтар, Д. Волков, С. Пелетмінський, О. Ситенко та Я. Файнберг; члени-кореспонденти К. Степанов, П. Фомін та понад 30 докторів наук).

## Наукова діяльність
Наукові праці стосуються різних ділянок атомної та ядерної фізики, квантової електродинаміки та фізики елементарних частинок, фізики плазми і теорії прискорювачів заряджених частинок, радіофізики та фізики магнітних явищ фізичної кінетики та фізики твердого тіла.
З ім'ям Ахієзера пов'язаний розвиток низки нових напрямів у теорії фізиці:
- теорії дифракційних явищ у ядерній фізиці,
- теорії розсіяння нейтронів у кристалах,
- теорії взаємодії струменів заряджених частинок з плазмою,
- теорії кінетичних процесів у феромагнетиках та антиферомагнетиках,
- теорії поглинання звуку у твердих тілах.

Докторська дисертація присвячена дослідженню взаємодії ультразвуку з кристалами. Механізм поглинання, зумовлений модуляцією енергії квазічастинки зовнішнім полем, має назву «механізм Ахієзера».
У 40-50-х рр. разом із І. Померанчуком брав участь у розробленні ядерних реакторів, зокрема розрахунках їх критичних розмірів, передбачив можливість існування холодних нейтронів, побудував теорію резонансних ядерних реакцій (1948).
Разом із О. Ситенком передбачив ефект дифракціювання розщеплення дейтронів і розвинув теорію цього ефекту (1955).
Фундаментальні результати одержано при дослідженні фізики плазми. Спільно з Я. Файнбергом Ахієзер передбачив явище струменевої нестійкості плазми (1949), на основі якого запропоновано новий метод нагрівання плазми.
Детально розроблено теорію коливань у магнітоактивній плазмі, теорію флюктуацій у плазмі, теорію ударних хвиль у магнітній гідродинаміці. Дослідження колективних ефектів у плазмі дало змогу Ахієзеру разом з учнями сформулювати основи електродинаміки плазми.
Спільно з В. Бар'яхтаром і С. Пелетмінським відкрив нове явище — магнітоакустичний резонанс (1956).
Розробив теорію кінетичних, релаксаційних і високочастотних процесів у феродіелектриках та антиферодіелектриках, розвинув теорію когерентних квантово-електродинамічних ефектів у кристалах.

## Праці
- Некоторые вопросы теории ядра. Москва, 1950 (співавт.);
- Квантовая электродинамика. Москва, 1953 (співавт.);
- Квантовая электродинамика. Москва, 1959 (співавт.);
- Коллективные колебания в плазме. Москва, 1964 (співавт.);
- Quantum electrodynamics. New York, 1965 (співавт.);
- Курс общей физики. Москва, 1965 (співавт.);
- Collective oscillations in a Plasma. Oxford, 1967 (співавт.);
- Спиновые волны. Москва, 1967 (співавт.);
- Spin waves. Amsterdam, 1968 (співавт.);
- Дифракционное рассеяние адронов при больших энергиях и кварковая модель взаимодействия элементарных частиц. К., 1968;
- О поведении ферродиэлектриков и антиферромагнетиков в быстро осциллирующем магнитном поле. К., 1968 (співавт.);
- Фотообразование нейтральных векторных мезонов на легких ядрах. К., 1969 (співавт.);
- Абсолютная, конвективная и глобальная неустойчивость, усиление и непропускание колебаний. К., 1970 (співавт.);
- Введение в физическую кинетику. К., 1971 (співавт.);
- Невозможность введения в квантовую механику «скрытых» параметров. К., 1971 (співавт.);
- Развитие квантовой электродинамики. Москва, 1971; Кинетическое уравнение Больцмана. К., 1973 (співавт.);
- Теория явлений переноса в газах. К., 1973 (співавт.);
- Еволюція фізичної картини світу. К., 1973; Электродинамика плазмы. Москва, 1974 (співавт.);
- Plasma electrodynamics. Vol. 1. Linear theory. Vol. 2. Non-linear theory and fluctuations. Oxford, 1975 (співавт.);
- К кинетической теории каскада столкновений в твердом теле. Х., 1975 (співавт.);
- Электродинамика адронов. К., 1977 (співавт.);
- Методы статистической физики. Москва, 1977 (співавт.);
- Об излучении релятивистских заряженных частиц в кристаллах при каналировании. Х., 1977 (співавт.);
- Фізика елементарних частинок. К., 1978 (співавт.);
- К классической теории излучения быстрых частиц в кристаллах. Х., 1978 (співавт.);
- Биография элементарных частиц. К., 1979 (співавт.);
- А. Эйнштейн и развитие современной физики. К., 1980;
- Современная физическая картина мира. Москва, 1980 (співавт.);
- Общая физика. Электрические и магнитные явления: Справоч. пособ. К., 1981;
- Электромагнетизм и электромагнитные волны: Учеб. пособ. Москва, 1985 (співавт.);
- Поля и фундаментальные взаимодействия. К., 1986 (співавт.);
- Элементарные частицы. Москва, 1986 (співавт.);
- Атомная физика: Справоч. пособ. К., 1988 (співавт.);
- Электродинамика ядер. К., 1989 (співавт.);
- Теория фундаментальных взаимодействий. К., 1992 (співавт.);
- От квантов света до цветных кварков. К., 1993 (співавт.);
- Теория фундаментальных взаимодействий. К., 1993;
- Электродинамика высоких энергий в веществе. Москва, 1993 (співавт.);
- Nuclear electrodynamics. Berlin, 1994 (співавт.).

## Вшанування пам'яті
- У 2018 році Національна академія наук України заснувала іменну премію імені О. І. Ахієзера, яку вручає за видатні наукові роботи в галузі теоретичної фізики та фізики плазми[2].
- 3 грудня 2021 р. відкрито меморіальну дошку Ахієзеру на будинку по вул. Чайковській, 20 у Харкові, де жив вчений.[3]
- На його честь було названо «механізм Ахієзера», Інститут теоретичної фізики імені О. І. Ахієзера Національного наукового центру «Харківського фізико-технічного інституту», кафедра теоретичної ядерної фізики та вищої математики імені О. І. Ахієзера ХНУ імені В. Н. Каразіна[4].